# Ugny-l'Équipée
Ugny-l'Équipée är en kommun i departementet Somme i regionen Hauts-de-France i norra Frankrike. Kommunen ligger i kantonen Ham som tillhör arrondissementet Péronne. År 2022 hade Ugny-l'Équipée 30 invånare.

## Befolkningsutveckling
Antalet invånare i kommunen Ugny-l'Équipée
| Referens: INSEE |